# Slatina (Olt, Rumunjska)
Slatina je grad u južnom dijelu Rumunjske, glavni grad županije Olt . 

## Zemljopis
Slatina se nalazi u zapadnom djelu pokrajine Vlaške. Grad se nalazi na rijeci Olt, koja djeli Vlašku na Olteniju i Munteniju, pa je grad podjeljen na dva djela u ove dve pokrajine. Slatina je smještena u Vlaškoj nizini. Sjeverno se nalaze pobrđa, dok je južno pruža ravnica.

## Stanovništvo
Po popisu stanovništva iz 2002. godine u gradu živi 78.815 stanovnika. Prema vjeroispovijesti apsolutna većina stanovništva su pravoslavci koji čine 98,86 %  stanovništva.
- Rumunji: 98,86 %
- Romi: 0,96 %
- Mađari: 0,7

## Gradovi prijatelji
Ispica, Italija

## Sport
- Alro Slatina, nogometni klub, igra u drugoj ligi
- KZN Slatina, ženski rukometni klub, igra u drugoj ligi
- Steaua, odbojkaški klub, premješten iz Bukurešta

## Poznate osobe
- Răzvan Raţ rumunjski nogometaš koji igra u Šahtaru iz Donjecka.
- Aurelia Brădeanu - rukometašica
- Ionel Dănciulescu - nogometaš
- Felicia Filip - operna sopranistica
- Iulian Filipescu - nogometaš
- Mădălina Diana Ghenea - glumica i model
- Eugène Ionesco - rumunjsko-francuski književnik
- Ionel Danciulescu - nogometaš
- Claudiu Niculescu - nogometaš
- Monica Niculescu - tenisačica

## Vanjske poveznice
- Službena stranica grada